# Studentenwohnheime Wundtstraße

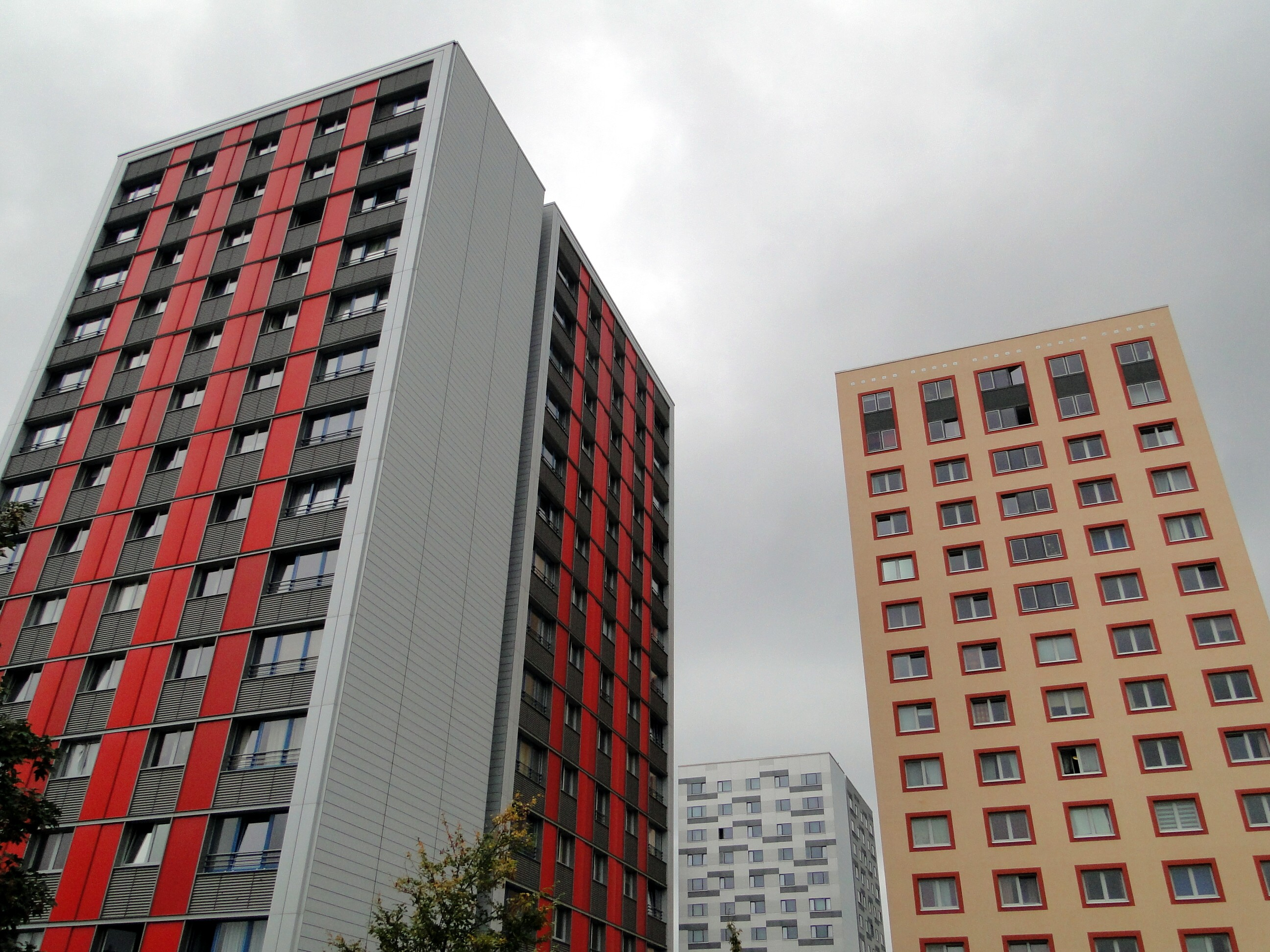
Studentenwohnheime Wundtstraße Nummer 11, 3 und 9 (v. l. n. r.)

Die Studentenwohnheime Wundtstraße umfassen einen Komplex von sechs Hochhäusern auf der Wundtstraße im Dresdner Stadtteil Südvorstadt. Zusammen mit dem Studentenwohnheimen Zellescher Weg wird der Komplex auch als Studentenstadt bezeichnet.

## Geschichte

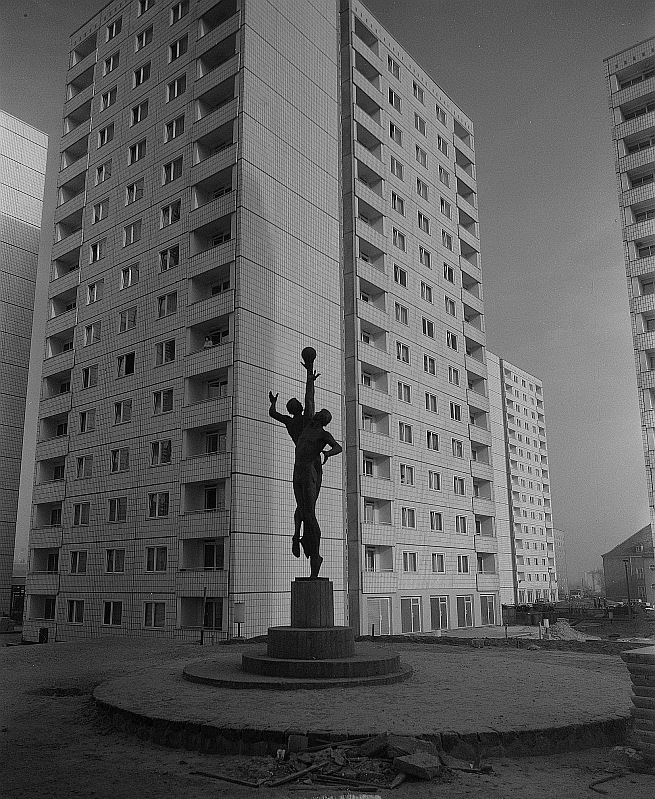
Studentenwohnheime Wundtstraße in den 1970er-Jahren

Nach der Luftangriffen auf Dresden im Februar 1945 war vor allem der Innenstadtbereich großflächig zerstört worden. Es herrschte Wohnungsmangel, der sich in Dresden aufgrund der Standorte der TH Dresden und ab 1952 der Hochschule für Verkehrswesen besonders deutlich zeigte. Für die zahlreichen Studenten mussten in kurzer Zeit Wohnungen geschaffen werden. Die ersten Studentenwohnheime Dresdens entstanden bis 1955 am Zelleschen Weg, an der Reichenbachstraße und der Güntzstraße. Die ersten Plattenbauten wurden bis 1963 auf der St. Petersburger Straße errichtet und stehen heute unter Denkmalschutz. Als Höhepunkt des Studentenwohnheimbaus gilt neben dem Errichten der Plattenbauten an der Hochschulstraße der Bau der Studentenwohnheime an der Wundtstraße: „Vor allem die ‚Cluster‘-Bildung mit sechs Türmen an der Wundtstraße wurde danach städtebauliches Vorbild für die Bebauungen in Zschertnitz, Prohlis und Gorbitz.“ Die Studentenwohnheime Wundtstraße waren dabei in den 1960er-Jahren von einer „Arbeitsgruppe zwischen TU Dresden und dem Büro des Bezirksarchitekten des Rates des Bezirkes“ als Erweiterung des Studentenwohnheimkomplexes am Zelleschen Weg hin zu einer „Studentenstadt“ konzipiert worden. Aufgrund des begrenzt verfügbaren Raumes im westlichen Anschluss an den Wohnheimkomplex Zellescher Weg und der Vorgabe, 2500 neue Wohnheimplätze zu schaffen, war eine enge Bebauung des Geländes notwendig: „Die gewählte versetzte Anordnung der Gebäude war bedingt durch die Erfüllung der Forderungen nach Einhaltung der Mindestbesonnung für die Wohnungen.“

## Bau und Sanierung

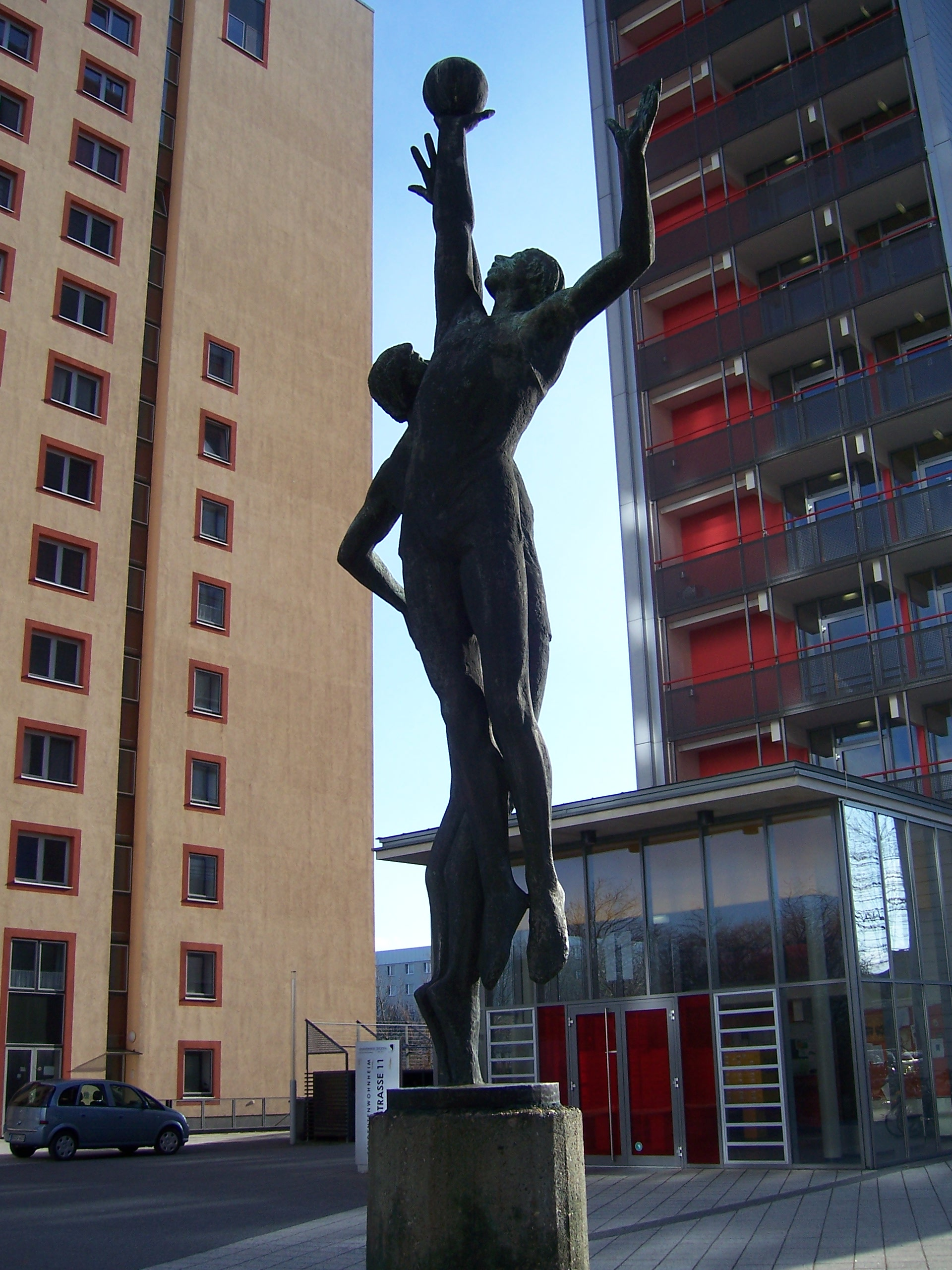
Plastik „Studentensport“ vor zwei sanierten Studentenwohnheimen Wundtstraße

Die Studentenwohnheime auf der Wundtstraße 1–11 bilden eine Gruppe von sechs 15-geschossigen Hochhäusern mit insgesamt 902 Einbettzimmern und 382 Einzelappartements. Die Hochhäuser wurden von Gunnar Hartmann, Horst Burggraf und Peter Schramm entworfen und von 1969 bis 1971 errichtet. Die Gebäude wurden als Großplattenbauten in reiner Betonbauweise gebaut.
Im September 1972 wurden die Wohnheime Wundtstraße 1 und 11 mit einer Gesamtkapazität von 1000 Betten fertiggestellt. Beides waren Wohnheime der Hochschule für Verkehrswesen (HfV).
Sie stellen heute „eine Gruppe von insgesamt sechs älteren Hochhäusern [dar], die von fünf Architekten […] umgebaut […] wurden. Das Ensemble ist geprägt von der Individualität in der Gruppe“. Im Jahre 2002 sanierten die Architekten Baarß + Löschner das Studentenwohnheim an der Wundtstraße 9. Dabei erhielt der Treppenhausturm des Wohnheims eine „farbig hinterleuchtete Fassade“ aus Glas. Sie ist „zum Eingang hin keilförmig vorgezogen und scheint dadurch auf dem schweren Stahlbetondach über dem Eingang zu lagern“, farblich ist das Gebäude hellbraun mit roten Fensterumrahmungen gehalten. Die Sanierung des Gebäudes Wundtstraße 11 führte 2002 Ulf Zimmermann aus und schuf eine Fassade in Grautönen mit roten Akzenten. Weitere Hochhäuser im Komplex Wundtstraße wurden bei der Sanierung in Blautönen (Nr. 3, 2004), braun-roter Fassade (Nr. 5, 2008) und silber/roter Außenwand (Nr. 7, 2009) ausgeführt. Mit Beginn des Sommersemesters 2011 zogen alle Mieter aus der Wundtstraße 1 aus, sodass mit der Sanierung des letzten Hochhauses begonnen werden konnte.

## Außenflächen
Die Anlage Wundtstraße verfügt über vom Landschaftsarchitekten Günter Kretzschmar gestaltete Grünflächen mit verschiedenen, auf das Studentenleben bezogenen Skulpturen. Ein Beispiel dafür ist Theo Baldens 1964 geschaffene Skulptur Zwiesprache, die aus der Kunstausstellung der DDR angekauft wurde. Die hochaufragende Plastik Studentensport von Helmut Heinze und Wilhelm Landgraf aus dem Jahr 1973 befindet sich „quasi als Dreh- und Angelpunkt zwischen den Wohnhochhäusern an der Wundtstraße [und ist] über das Bildkünstlerische hinaus zum städtebaulichen Akzent geworden“. Während die Grünflächengestaltung in anderen Plattenbaukomplexen oft aus Geldmangel unterblieb, gilt der Komplex Wundtstraße „trotz aller Unzulänglichkeiten des DDR-Bauwesens [als] beispielhaft gestaltet und realisiert“.

## Studentenclubs
Ursprünglich waren in den Wohnheimen der Wundtstraße drei Studentenclubs beheimatet. Benannt nach ihrem Domizil waren dies die Clubs Wu1, Wu5 und Wu11. Weitere Clubs befanden sich in den Räumen der benachbarten Wohnheime am Zelleschen Weg. Mit der Sanierung des Hauses Nr. 5 musste der Studentenclub Wu5 als letzter hier verbliebener Club in die Nr. 1 ausweichen. Mit Sanierung der Nr. 1 erhielt der Club Wu5 2012 neue Räumlichkeiten im Studentenhaus Tusculum in der August-Bebel-Straße.